# いただきストリートDS
『いただきストリートDS』（いただきストリートディーエス）は、2007年6月21日にスクウェア・エニックスが発売したニンテンドーDS用ボードゲームソフト。
いただきストリートシリーズの第7作である。

## 概要
ドラゴンクエスト（『D』RAGON QUEST、以下ドラクエ）、スーパーマリオ（『S』UPER MARIO）の両シリーズの世界やキャラクターおよび音楽を使用した特別編。
ニンテンドーWi-FiコネクションやDSワイヤレスプレイ、DSダウンロードプレイに対応しており通信対戦も可能。ただし、Wi-Fi対戦の場合フレンドコードを交換した人としか対戦できず、フリー対戦はできない。自由にカスタマイズができる主人公キャラクターがシリーズ初登場。異性装もできる。
本作の続編にあたるWii専用ソフト『いただきストリートWii』が2011年12月1日に発売された。これはドラゴンクエスト生誕25周年記念、いただきストリート20周年記念、マリオ生誕30周年記念で発売されるゲームソフトのひとつでもある。

## 『Special』・『ポータブル』からの変更点
『ドラゴンクエスト&ファイナルファンタジー in いただきストリートSpecial』および『ドラゴンクエスト&ファイナルファンタジー in いただきストリートポータブル』からの変更点を挙げる。
- 世界観を一致させるため、ワープゾーンの呼称が、ドラクエの場合は旅の扉、マリオの場合は土管となった。
- フリープレイで最初からSランクのキャラクターが選択可能になった。
- いただきスロットがマップに合わせて絵柄が変わった。（ドラクエ：スライム、キメラのつばさ。マリオ：クリボー、土管。）
- 『3』以前のルールにできるコマンドが使えなくなった。
- お店の格付けが一部変更された。（レンガの店→銅の店、鉄の店→銀の店、オリハルコンの店→黄金の店）
- 空き地の名称が一部変更された。（飛空挺乗り場→気球乗り場）
- ぎんこう城の名称が再び銀行に変更された。（開発中はぎんこう城だった）
- 空き地に建てられる施設の軒数がすべて3軒ずつに戻った。
- 主人公をカスタマイズできる「きせかえショップ」が登場。
- ゲームのプレイ内容に応じて、スーパーマリオシリーズの通貨「コイン」が貰え、きせかえショップで使用することが出来る。
- 逆交渉が追加されて、交渉条件の変更も可能になった。
- ワイヤレス対戦・Wi-Fi対戦中にピクトチャットができるようになった。
- ニンテンドーDS LiteとWiiリモコンも着せ替えアイテムのひとつとして登場。

## 登場キャラクター
すべてコンピュータキャラである。なお、斜体字 はイベント専用キャラクター。
ドラゴンクエストシリーズ全般より
スライム
Dランク。あいかわらずルールをあまり理解していない。初代の『ドラゴンクエスト』に登場したスライムの子孫らしい。「トロデーンで遊んでーんツアー」のガイド役。
- ツアー登場マップ：トロデーン城、マリオサーキット

おどるほうせき
『マハラジャ』にあたるキャラクター。個体名は「ジュエル」。関西弁で話す。

『ドラゴンクエスト』より
竜王
Sランク。魔王が城を構えるが如く、買い物料の収入を中心とした手ごわい戦略で攻めてくる。尊大な台詞を言う。隠しキャラ。
- ツアー登場マップ：アレフガルド

『ドラゴンクエストII 悪霊の神々』より
プリン（ムーンブルクの王女）
Cランク。全体的に控えめで、あまり稼いでこないが目をつけたエリアを確実に育てる。かつては魔法で犬にされており、ところどころで犬のような行動を取る。きせかえショップの店長もしている。
- ツアー登場マップ：ピーチ城、スラバッカ島

『ドラゴンクエストIV 導かれし者たち』より
アリーナ
Bランク。増資も投資も豪快に行う。建物の壁を壊そうとしたりアンラッキー系のチャンスカードを破ろうとしたりと穏やかでない発言が多い。隠しキャラ。「メロメロ！美人だらけのいたストツアー」のガイド役。
- ツアー登場マップ：魔神像、死の火山、スラバッカ島

クリフト
Cランク。アリーナとは対照的にあまり投資に頼らない現金重視のプレイスタイル。基本的に神官らしく人格者だが、追い込まれるとザキを使おうとしたりもする。パックンフラワーと共に通信関連の案内もしている。
- ツアー登場マップ：魔神像、ヨッシーアイランド（2回目）

ももんじゃ
Cランク。他人のエリアに集中的な相乗りを仕掛け儲けようとしてきてはまれば少し厄介。スライムを一方的にライバル視している。隠しキャラ。「どきどき！ホラーアドベンチャーツアー」のガイド役。
- ツアー登場マップ：トロデーン城、幽霊船、魔神像

ホイミスライム
『マークエンジェル』にあたるキャラクター。個体名は「ホイミン」。『ドラゴンクエストIV』に登場した人間になりたがっているホイミスライム。

『ドラゴンクエストV 天空の花嫁』より
ビアンカ
Bランク。株で堅実的に儲けようとする。女性キャラクターの中では唯一の庶民出身者であり、それを反映した台詞も多くやさしい性格が強調されている。隠しキャラ。「いっしょにたんけん！おたからはっくつツアー」のガイド役。
- ツアー登場マップ：スラバッカ島、トロデーン城（2回目）、カンダタ遺跡

『ドラゴンクエストVI 幻の大地』より
ハッサン
Cランク。株や増資にはあまり興味がないようだが、ここぞというところで五倍買いを行う。肉体派のアリーナやドンキーコングとよく張り合っている。隠しキャラ。
- ツアー登場マップ：マリオスタジアム、トロデーン城（2回目）

『ドラゴンクエストVIII 空と海と大地と呪われし姫君』より
ククール
Aランク。上位ランクにふさわしくバランスの取れた手ごわいキャラクター。クッパと同じく性別で態度が大きく変わる。隠しキャラ。「いざ伝説の地へ ロトの勇者たいけんツアー」のガイド役。
- ツアー登場マップ：カンダタ遺跡、アレフガルド

ゼシカ
Sランク。自エリアへの投資で儲けることが得意。ゲームの説明もしてくれる。隠しキャラ。
- ツアー登場マップ：スーパーマリオブラザーズ、クッパ城

『ドラゴンクエスト 少年ヤンガスと不思議のダンジョン』より
ヤンガス
Dランク。今回は少年時の姿で登場。弱いのは相変わらず。ただし五倍買い（独占崩壊はしない）はしてくる。
- ツアー登場マップ：ヨッシーアイランド、幽霊船

スーパーマリオシリーズ全般より
マリオ
Aランク。いたストでも冒険に例えるような発言が多く一見は初参戦の初心者のように見えるが自エリアの株を大量購入して集中的に儲ける戦法を得意とする。マリオが台詞を自発的に発する事は珍しいが、ほかのAランクキャラクターとは異なり、性別で態度が変わったりはせず基本的に口調はやわらかい。以前のキャラでいうとマリベルやスコール、ジタンに相当。「ふたたびぼうけんへ！伝説のヒーローツアー」のガイド役。
- ツアー登場マップ：ヨッシーアイランド（2回目）、スーパーマリオブラザーズ、アレフガルド

ルイージ
Cランク。クリフトやワルイージからも指摘されているように戦法もとにかく地味。破産したときに感極まって泣いてしまうなど臆病で気が弱い。よく兄さん（マリオ）の事を意識している台詞が見受けられる。以前でいうとクッキーやキーファ、ヴァンに相当。「にいさんとの思い出 キノコ王国一周ツアー」のガイド役。隠しキャラ。
- ツアー登場マップ：ヨッシーアイランド、マリオサーキット、ピーチ城

ピーチ
Sランク。いたストのことを「お店ごっこ」と称したりとにかくボケた発言が多いがランクが物語る通り実力はマリオやクッパを上回り抜け目の少ない戦法で攻めてくる。シリーズでは初めて最初から選択できるSランクキャラクター。以前でいうとエアリスやユウナに相当。「決戦クッパ城！いたスト王座決定戦」のガイド役。
- ツアー登場マップ：クッパ城

ヨッシー
Bランク。Bランクキャラの中では手堅くあまり目立たないが、思わぬ事を仕掛けてくることもあるので戦法がハマると怖いキャラクター。四六時中食べ物のことを考えている。以前でいうとクラウドやバッシュに相当。「ヨッシーのワクワクおさんぽツアー」のガイド役。
- ツアー登場マップ：ヨッシーアイランド、ドルピックタウン、カンダタ遺跡

キノピオ
Cランク。とにかく場を和ませようとしており、自身はあまり目立った株持ち増資や五倍買いはしてこない。ゲームの案内もしている。以前でいうとビビやミネアに相当。
- ツアー登場マップ：トロデーン城、ヨッシーアイランド（2回目）

ワリオ
Bランク。他作同様にお金に目がなく、全体的にバランスがとれたキャラであり集中的な相乗りと強引な交渉を駆使して巧妙に儲けてくるなど、お金に関わるいたストもかなり自信を持っている。下品な発言が多いのは相変わらず。以前でいうとリノアやマーニャに相当。隠しキャラ。「大天才！ワリオ様のパワフルいただきツアー」のガイド役。
- ツアー登場マップ：ピーチ城、マリオスタジアム、ドルピックタウン

ドンキーコング
Dランク。いたストは初挑戦らしくまだ慣れていないようだが、豪快に五倍買い（独占崩壊はしない）してくる。店の価格＝筋肉の凄さという変な考えをしているため見た目とは違い大して強くはない。以前で言うとティーダやアーロンに相当。隠しキャラ。
- ツアー登場マップ：幽霊船、マリオスタジアム

デイジー
Cランク。目立った強さはないが交渉と競売が非常に得意とする。ピーチとは対照的に姫とは思えない発言が多い。以前でいうとティファやアーシェに相当。隠しキャラ。
- ツアー登場マップ  死の火山、トロデーン城（2回目）

キャサリン
Dランク。勝つことより楽しむことを目的としているのでたいした脅威ではない。ククールに猛烈なアタックをしている。以前でいうとリュックやパンネロ、ユフィに相当。隠しキャラ。
- ツアー登場マップ：マリオサーキット、死の火山

クッパ
Aランク。宿命のライバルマリオとはいたストの実力も互角。マリオは自エリアの株で増資して儲けることを得意とするがクッパは相乗りや五倍買いを得意としている。ククールと同じく性別で態度が大きく変わる。主人公が女の子なら変態発言ともとれるような台詞もある。主人公が男の子の場合はいつもの高圧的な口調だが信頼を置いている台詞も多い。以前でいうとセフィロスやバルフレア、パインに相当。隠しキャラ。
- ツアー登場マップ：クッパ城

ワルイージ
Cランク。ワリオやクッパと比べると戦法は地味だが確実に相手が嫌がることを仕掛けてくる曲者。五倍買いのやり方が全キャラの中で最も上手で、相手が独占エリアを持っていなくても3軒エリアを持っていれば五倍買いする（4軒エリアの場合、独占状態で五倍買いされると買い物量が半減するが、3軒所有状態でも買い物量が半減する）。他のプレーヤーの不幸などを笑ったり、高飛車な発言も多いがルイージやデイジーに突っ込みを入れられている。以前でいうとカンダタに相当。隠しキャラ。
- ツアー登場マップ：ドルピックタウン、スーパーマリオブラザーズ

ジュゲム
『ホリデーモン』にあたるキャラクター。自身を『お休みエンジェル』と称している。
パックンフラワー
通信プレイの案内役。

## マップ
ドラゴンクエストシリーズより
トロデーン城 - ドラゴンクエストVIII 空と海と大地と呪われし姫君
呪われる前の美しく平和な姿で登場。円形の単純なマップで、短時間で回ることができる。『Special』と同じマップ。
幽霊船 - ドラゴンクエストIII そして伝説へ…
ロマリアの沖に漂っている、罪人の魂を奴隷として使役する幽霊船。八の字を拡張したようなマップ。3箇所で上下どちらから回るか選択できる。
魔神像 - ドラゴンクエストIV 導かれし者たち
リバーサイドの南、デスパレスの西にそびえ立つ魔神を象った像。上部分の大きめのマップの他、下には離れ小島がある。
死の火山 - ドラゴンクエストV 天空の花嫁
サラボナの南東、迷いの森の北に構える活火山。4つのエリアを合わせた構造になっており、スイッチで変形させたり、溶岩魔神にのって移動することができる。『Special』と同じマップ。
スラバッカ島 - スライムもりもりドラゴンクエスト 衝撃のしっぽ団
スライムたちが生活する島。スライムを模した形をしている。中央の目でもマークを集められる。
カンダタ遺跡 - ドラゴンクエスト 少年ヤンガスと不思議のダンジョン
ヤンガスが最初に挑むダンジョン。円が二つあるあるようなマップだが、スイッチで変形する。
アレフガルド - ドラゴンクエスト
ドラゴンクエストの舞台となった大陸。右の巨大なフロアの他、左に離れ小島が二つある。エリアの数は最大クラス。『2』『Special』などに登場した同名のマップとは形状が異なる。

スーパーマリオシリーズより
ヨッシーアイランド - スーパーマリオ ヨッシーアイランド
ヨッシーたちが暮らす島々。比較的短めの、左右どちらからでも回れる2つのゾーンを合わせたマップ。
マリオサーキット - スーパーマリオカート
マリオカートシリーズのメインサーキット。ぎんこうを中心に左右に分かれており、右は2つのゾーンを持つ。
ピーチ城 - スーパーマリオ64ほか
キノコ王国の王女ピーチの居城。左右対称で、上の中心エリアの他下には離れ小島が2つあり、スイッチで結合・分離する。BGMは『スーパーマリオRPG』のものである。
マリオスタジアム - スーパーマリオスタジアム ミラクルベースボール
スーパーマリオスタジアムのマリオサンシャインズのホーム球場。野球場を模した形をしている。ひし形のダイヤモンドに、レフト・ライトをつなげた構成。
ドルピックタウン - スーパーマリオサンシャイン
マリオ達がバカンスに訪れた、モンテ族の暮らす島々。ハート型の下層に、モンテ族の頭のような上層部を組み合わせている。最上部にはそれぞれ大砲がある。
スーパーマリオブラザーズ - スーパーマリオブラザーズ
かの有名ゲームの世界観を完全再現した巨大な「M」字型のマップ。エリア名は「WORLD1～9」となっており、店の名前も「1-1」などとステージ名になっている。ぎんこうから下に行くか上を回るかを選択できる。
クッパ城 - Newスーパーマリオブラザーズ
クッパのこのゲームでの本拠地。マークを集めるために、それぞれ別の一本道を渡り、扉でぎんこうに戻る特殊な構成。誰かが踏むごとに絵が変化するマークもある。

## 使用BGM
ほぼ全てのBGMが『ドラゴンクエスト』『スーパーマリオ』シリーズから用いられている。
ドラゴンクエストシリーズより
フィナーレ - ドラゴンクエスト
ドラゴンクエスト系マップでの結果発表時に使用。
広野を行く - ドラゴンクエスト
マップ「アレフガルド」で使用。
戦闘のテーマ - ドラゴンクエストIII そして伝説へ…
モンスターコロシアムの戦闘にて。ファミコン風にアレンジされている。
ブギウギ - ドラゴンクエストIII そして伝説へ…
モンスターコロシアムで賭けるモンスターを選択する際に使用。
冒険の旅 - ドラゴンクエストIII そして伝説へ…
マップ「幽霊船」で使用。
ローリングダイス - ドラゴンクエストIII そして伝説へ…
プレイヤーファイル選択時にて。
そして伝説へ - ドラゴンクエストIII そして伝説へ…
エンディングにて。下記の「エンディング」と順番に流れる。
馬車のマーチ - ドラゴンクエストIV 導かれし者たち
マップ「魔神像」で使用。
栄光への戦い〜生か死か〜 - ドラゴンクエストIV 導かれし者たち
ドラゴンクエスト系マップで目標金額に達しているプレイヤーが存在する場合に使用。
楽しいカジノ - ドラゴンクエストIV 導かれし者たち
ドラゴンクエスト系マップのいただきスロットで使用。
ジプシーダンス - ドラゴンクエストIV 導かれし者たち
銀のタロットで使用。
地平の彼方へ - ドラゴンクエストV 天空の花嫁
マップ「死の火山」で使用。
うたげの広場 - ドラゴンクエストVII エデンの戦士たち
メインメニューで使用。
城の威容～王宮のガヴォット - ドラゴンクエストVIII 空と海と大地と呪われし姫君
マップ「トロデーン城」で使用。
カンダタ遺跡 - ドラゴンクエスト 少年ヤンガスと不思議のダンジョン
マップ「カンダタ遺跡」で使用。
スライムは行く - スライムもりもりドラゴンクエスト 衝撃のしっぽ団
マップ「スラバッカ島」で使用。

スーパーマリオシリーズより
地上BGM - スーパーマリオブラザーズ
マップ「スーパーマリオブラザーズ」で使用。
地下BGM - スーパーマリオブラザーズ
あみだドカンで使用。ほぼ原曲そのまま。
ワールドクリアファンファーレ→エンディング - スーパーマリオブラザーズ2
スーパーマリオ系マップでの結果発表時に使用。後半は転調する。
マップ7ワールド - スーパーマリオブラザーズ3
株の売買を行う際に使用。
キノピオの家 - スーパーマリオブラザーズ3
競売の際に使用。
エンディング - スーパーマリオブラザーズ3
エンディングで使用。上記の「そして伝説へ」と順番で流れる。
ボーナス面BGM - スーパーマリオワールド
スーパーマリオ系マップのいただきスロットで使用。
MAP1（ヨースター島） - スーパーマリオワールド
順番を決定する際のスロット、および設定にて確定している場合に使用。
魔王クッパBGM - スーパーマリオワールド
スーパーマリオ系マップにて目標金額に達しているプレイヤーが存在する場合に使用。
ドルピックタウン - スーパーマリオサンシャイン
マップ「ドルピックタウン」で使用。
お城BGM - Newスーパーマリオブラザーズ
マップ「クッパ城」で使用。
Hello,Happy Kingdom - スーパーマリオRPG
マップ「ピーチ城」で使用。
ヨッシーアイランド - スーパーマリオ ヨッシーアイランド
マップ「ヨッシーアイランド」で使用。
アスレチック - スーパーマリオ ヨッシーアイランド
チャンスカードを引く際に使用。
マリオサーキット - スーパーマリオカート
マップ「マリオサーキット」で使用。
マリオスタジアム - スーパーマリオスタジアム ミラクルベースボール
マップ「マリオスタジアム」で使用。